# Nummulites
Nummulites is een geslacht van fossiele foraminifera (protozoa), behorende tot de nummulieten. Deze organismen hebben een kalkhoudende schaal, gewikkeld in een platte spiraal, verdeeld in verschillende kamers door dwarse septa. De nummulieten zijn eencellige reuzen en bereiken in de grootste exemplaren een diameter van meer dan tien tot twaalf centimeter (Midden-Eoceen). Ze worden vrij vaak gevonden in kalksteen van het Paleogeen, die daarom 'nummulitisch' wordt genoemd. Nummulitische kalksteen komt veel voor in het Middellandse Zeegebied, zowel aan de Europese als de Afrikaanse kust. In Egypte werd eocene nummulitische kalksteen in de Oudheid gebruikt als materiaal om de grote piramides te bouwen. 
Een soort wordt Nummulites gizehensis genoemd naar de plaats Gizeh in Egypte. Nummulieten hebben een snelle evolutie doorgemaakt en worden daarom gebruikt als gidsfossielen. De naam Nummulites is afgeleid van de Latijnse nummulus (munt), op zijn beurt gekoppeld aan de vorm van de schaal vergelijkbaar met die van een munt.